# Departamento Coronel Pringles
Coronel Pringles es un departamento de la provincia de San Luis, Argentina. 
Tiene una superficie de 3 854,1 km² y limita al norte con los departamentos de Ayacucho y San Martín, al este con los de Chacabuco y General Pedernera, al sur con el de Pedernera, y al oeste con los de Juan Martín de Pueyrredón y Belgrano.

## Localidades y gobiernos locales
El departamento comprende 7 localidades con gobiernos locales, cuyos ejidos municipales no son colindantes, por lo que no ocupan la totalidad del territorio departamental. 
Se encuentran categorizados en 3 municipios:
- El Trapiche
- Estancia Grande
- La Toma

Y 4 comisiones municipales, todas con un intendente comisionado:
- Carolina
- Fraga
- Juan Llerena
- Saladillo

### Localidades sin gobierno local
Otras 3 localidades no se constituyen en gobiernos locales y por tanto no poseen ejido municipal ni autoridades propias:
- La Bajada
- La Florida
- Riocito

### Parajes
- Arroyo Barranquita
- Balde de la Isla
- Baldecitos
- Cañada Honda
- Comandante Granville
- Cuatro Esquinas
- El Amago
- El Durazno
- El Manantial
- El Zapallar
- Eleodoro Lobos
- Juan Gez
- La Arenilla
- La Atalaya
- La Cumbre
- La Petra
- La Puerta
- Las Totoras
- Los Membrillos
- Los Pocitos
- Pampa del Tamboreo
- Paso de las Carretas
- Paso del Rey
- Puerta de Pancanta
- Río Grande
- San Gregorio
- Valle de Pancanta
- Virorco
- El Guanaco

## Demografía

### Estructura
Según el censo 2022 la población total del departamento es de 16 049 personas, repartidas en 7 912 mujeres y 8 137 hombres, con un índice de masculinidad de 102,8 hombres por cada 100 mujeres. 
La edad mediana de la población es de 32 años (tanto entre las mujeres como entre los hombres).
El 12,3% de la población tiene más de 65 años (frente al 10,4% en 2010), y el 2,4% de la población tiene más de 80 años (frente al 2,1% en 2010)

### Salud y educación
El 60,0% de la población tiene al menos un tipo de cobertura de salud. 
Unas 5 133 personas asisten a algún tipo de establecimiento educativo de cualquier nivel y unas 1 103 personas tienen un título terciario o superior (11,2% sobre el total de la población instruida). La tasa de alfabetización es del 99,7

### Migraciones
De las personas residentes en el departamento, unas 3 157 (19,6% del total de población) nacieron en otra provincia, y unas 138 (0,8% del total de población) lo hicieron fuera del país, siendo los grupos de inmigrantes más numerosos los provenientes de:
- Chile: 31 personas
- Bolivia: 23 personas
- Uruguay: 14 personas
- Brasil: 10 personas
- Paraguay: 8 personas

### Hogares
En el departamento hay un total de 7 847 viviendas  y 5 796 hogares. 
En cuanto al régimen de tenencia y regularidad de la propiedad de las viviendas, el 56,0% es propia, el 15,9% es alquilada, el 14,2% es cedida o prestada, y el resto se encuentra en otra situación.
Sobre el total de hogares, 5 117 (88,3% del total) tienen acceso a red pública de agua corriente, 2 914 (50,2% del total) tienen desagüe y descarga a red pública cloacal, 1 733 (29,9% del total) tienen acceso a red pública de gas, y 4 143 (71,5% del total) tienen acceso a red de internet en la vivienda. 